# Маршалок надвірний коронний
Маршалок надвірний коронний (пол. Marszałek nadworny koronny, лат. mareschalus curiae) — уряд центральний Корони Королівства Польського та Речі Посполитої.

## Історія
Уряд був створений після 1409 року, коли тодішній надвірний маршалок польського короля став великим коронним маршалком. Потім, коли була розширена компетенція коронного маршалка, йому було надано на допомогу надвірного маршалка.
Маршалок надвірний коронний був заступником Великого маршалка коронного й міг діяти самостійно тільки за відсутності останнього. До його звичайних повноважень входив нагляд за королівським двором. Як один з 10 міністрів Речі Посполитої, він був членом Сенату.
Ознакою влади маршалка була велика палиця (жезл, скіпетр), яку він урочисто завжди носив перед королем, коли останній відвідував службу в костелі, ходив на засідання Посольської Ізби, до реляційних судів чи під час інших публічних виступів. За відсутності маршалків великого та надвірного, жезл перед королем носив канцлер або маршалок примаса.

## Список маршалків надвірних коронних[1]
- Пашек із Богуміловиців (1410)
- Пйотр Нєджьвєдзький (1410—1413)
- Анджей Брохоцький (1414–1419)
- Вавжинець Заремба з Калінової (1420–1426)
- Домарат Кобилянський (1427—1430)
- Анджей Брохоцький (1428-1429)
- Якуб Пшекора з Моравян (1431)
- Миколай Лянцкоронський (1432—1434)
- Пйотр Олешьніцький із Сєнна (1439)
- Анджей Тенчинський із Рабштина (1439)
- Ян Лянцкоронський (1441)
- Ян Бейзат із Мокрського (1442)
- Міколай Закшовський (1443—1444)
- Гинек із Балиців і Ґорениців (1444)
- Ян Лянцкоронський (1448—1450)
- Ян Бейзат із Мокрського (1449–1461)
- Ян зі Щекоцинів (1454–1455)
- Ян Куропатва (1455—1459)
- Пйотр Дунін із Правковиців (1459–1463)
- Міхал Лясоцький (1462–1472)
- Павел Ясєнський (1472—1474)
- Пйотр Курозвенцький (1474—1479)
- Станіслав Лянцкоронський (1479—1489)
- Рафал Лещинський (1489—1501)
- Анджей Кошьцєлецький (1501)
- Ян Рабштинський із Тенчина (1501—1505)
- Станіслав Лянцкоронський (1503—1504)
- Ян Оссолінський (1504)
- Януш Свєрчовський (1505)
- Станіслав Яроцький (1505—1515)
- Пйотр Кміта Собенський (1518—1529)
- Ян Ґабрієль Тенчинський (1529—1552)
- Станіслав Мацейовський (1553—1563)
- Станіслав Вольський (1564—1566)
- Станіслав Бажий (1568—1570)
- Анджей Опалінський (1572—1574)
- Анджей Зборовський (1574—1588)
- Станіслав Пшиємський (1588—1593)
- Прокоп Сенявський (1594—1596)
- Миколай Вольський (1600—1616)
- Анджей Пшиємський (1616—1618)
- Лукаш Опалінський (1620—1630)
- Станіслав Пшиємський (1630—1642)
- Адам Казановський (1642—1649)
- Єжи Себастьян Любомирський (1650)
- Лукаш Опалінський (1650—1662)
- Ян Клеменс Браницький (1662—1673)
- Станіслав Іраклій Любомирський (1673—1676)
- Микола-Єронім Сенявський (1676—1683)
- Ієронім Августин Любомирський (1683—1692)
- Юзеф Кароль Любомирський (1692—1702)
- Казімєж Людвік Бєлінський (1702)
- Войцех Анджей Домбський (1702—1725)
- Станіслав Францішек Тарло (1707)[2]
- Станіслав Хоментовський (1725—1726)
- Стефан Потоцький (1726—1730)
- Францішек Бєлінський (1732—1742)
- Єжи Август Мнішек (1742—1767)
- Францішек Вєльопольський (1767—1775)
- Франциск Жевуський (1775—1783)
- Казімєж Рачинський (1783—1793)
- Станіслав Костка Белінський (1793—1795)